# Blaze (film, 2018)
Pour les articles homonymes, voir Blaze.
Pour plus de détails, voir Fiche technique et Distribution.
Blaze est un film biographique américain réalisé par Ethan Hawke, sorti en 2018. Le scénario est adapté du livre Living in the Woods in a Tree: Remembering Blaze Foley de Sybil Rosen.
Le film a été présenté lors de la 34e édition du Festival du film de Sundance.

## Synopsis
La vie du chanteur Blaze Foley, figure énigmatique du outlaw country.

## Fiche technique
- Titre : Blaze
- Réalisation : Ethan Hawke
- Scénario : Ethan Hawke et Sybil Rosen
- Photographie : Steve Cosens
- Montage : Jason Gourson
- Production : Ethan Hawke, Ryan Hawke, Jake Seal et John Sloss
- Société de production : Ansgar Media, Cinetic Media, Orwo Studios et Under the Influence Productions
- Société de distribution : Sundance Selects (États-Unis)
- Pays :  États-Unis
- Genre : Film biographique, drame et film musical
- Durée : 129 minutes
- Date de sortie : 
  -  États-Unis : 17 août 2018

## Distribution
- Ben Dickey : Blaze Foley
- Alia Shawkat : Sybil
- Charlie Sexton : Townes Van Zandt
- Josh Hamilton : Zee
- Kris Kristofferson : Edwin Fuller
- Alynda Segarra : Marsha
- Sybil Rosen : Mme Rosen
- Jonathan Marc Sherman : Sam
- Jean Carlot : Jeannette
- Martin Bats Bradford : Barry

## Accueil
Le film a reçu un accueil favorable de la critique. Il obtient un score moyen de 75 % sur Metacritic.